# 阿德南·亚努扎伊
阿德南·亚努扎伊（1995年2月5日—）是一名阿爾巴尼亞裔比利時職業足球員，司职左翼，現時是西甲球队塞維利亞，前比利時國家足球隊成員。

## 早年
贊奴沙於1995年2月5日出生在比利時布魯塞爾-首都大區，父母均是於科索沃出生的阿爾巴尼亞裔人，父親阿貝丁避免被招募至南斯拉夫人民軍（贊奴沙的父親是長子），由於贊奴沙祖父於比利時有生意，其父母為逃避戰亂於1992年移居比利時，贊奴沙的叔叔是科索沃解放軍，其中科索沃戰爭期間，爭取科索沃獨立的成員。自科索沃在2008年宣布獨立後，贊奴沙會定期在夏季前往科索沃拜訪他的大家庭。

## 球員生涯

### 球會

#### 早期
贊奴沙首先加入比利時球會布鲁塞尔，至2005年10歲時轉投另一比利時球會安德列治。

#### 曼聯
2011年3月4日，傳媒報導比利時甲組聯賽球會安德列治的16歲年青球員贊奴沙會轉投英超球會曼联，轉會費相信為297,000英鎊。
2012-13賽季結束後，曼聯主帥弗格森爵士提拔贊奴沙到一線隊，身披44號球衣；2013年5月19日，時任曼聯領隊弗格森爵士於其退休前最後一埸英超比賽作客對西布朗的比賽安排贊奴沙為後備球員，但最終沒有上場。
2013年7月中，贊奴沙隨同曼聯到亞太地區參加季前熱身賽，由於他在热身赛中表现出色，開始引起关注。2013年8月11日，2013年英格蘭社區盾曼聯對韋根的比賽贊奴沙以後備身份於下半場38分鐘出場，是其首場代表曼聯主隊正式賽事。2013年10月5日，於2013/14年英超首循環作客對新特蘭梅開二度，以2-1反勝對手，成為繼名宿雲尼斯達萊後，第二位能在英超首次踢正選就入兩球的曼聯球員，賽後獲選為全場最佳球員。
2013年10月19日，18歲的贊奴沙與曼聯簽署一份新的五年合約留隊至2018年夏季。

#### 多特蒙德
2015年，亚努扎伊被曼联外借至德甲球队多特蒙德，然而无法获得更多的出场机会（6次出场）。
2016年1月7日，曼联官方宣布亚努扎伊回归球隊。

#### 新特蘭
2016年8月12日，新特蘭宣佈贊奴沙以外借形式加盟新特蘭1年，追隨曼聯前領隊莫耶斯。

#### 皇家社会
2017年7月12日，曼聯官方宣亚努扎伊加盟皇家社会，結束曼聯生涯。
2020年7月19日，西甲最後一輪比賽皇家社會對上馬德里競技，亚努扎伊在第87分鐘進球扳平比分，以1-1戰平反擊，確保了下賽季的歐足總歐洲聯賽席位。

## 國家隊生涯
因為贊奴沙的父母均是於科索沃出生的阿爾巴尼亞裔人、祖父是土耳其人、祖母是塞爾維亞人、自己在比利時出生。複雜的血緣關係讓贊奴沙可選擇代表科索沃、阿爾巴尼亞、土耳其、塞爾維亞或比利時。
2013年6月，前比利時青年軍教頭雲基亞森向外界透露，贊奴沙多次拒絕比利時的徵召，並表示情傾阿爾巴尼亞國家隊。不過比利時國家隊主教練聲言，會極力游說贊奴沙入伍，就連英格蘭領隊鶴臣也密切注視著贊奴沙的情況：「他終有一天會代表三獅軍團的可能，但當中有很多細節要探討。」
2014年4月23日，比利時領隊宣布贊奴沙選擇代表比利時。
2014年5月13日，贊奴沙被列入比利時2014年世界杯足球賽初步24人名單。
2018年加入了比利時俄羅斯世界盃23人名單，在加里寧格勒體育場的最後一場小組賽中，他攻入了唯一的進球，最終，比利時1-0戰勝英格蘭，比利時以小組第一名晉級16強。

## 榮譽

### 俱樂部
曼聯
- 英格蘭社區盾冠軍：2013年

 皇家社會
- 西班牙國王盃冠軍：2019–20賽季[10]

### 國家隊
比利時
- 國際足總世界盃季軍：2018年

### 個人
- 曼聯預備隊及青訓學院年度最佳預備隊球員：2012－2013賽季
- 國際足總青年杯金球獎：2013年

## 外部連結
- Soccerway資料庫：阿德南·亚努扎伊
- 足球数据库：阿德南·亚努扎伊的球员统计数据
- 阿德南·贾努扎伊 （页面存档备份，存于） - Topforward
- 阿德南·亚努扎伊的Facebook專頁
- 阿德南·亚努扎伊的X（前Twitter）
- 阿德南·亚努扎伊的Instagram帳戶